# Viliam Figuš-Bystrý

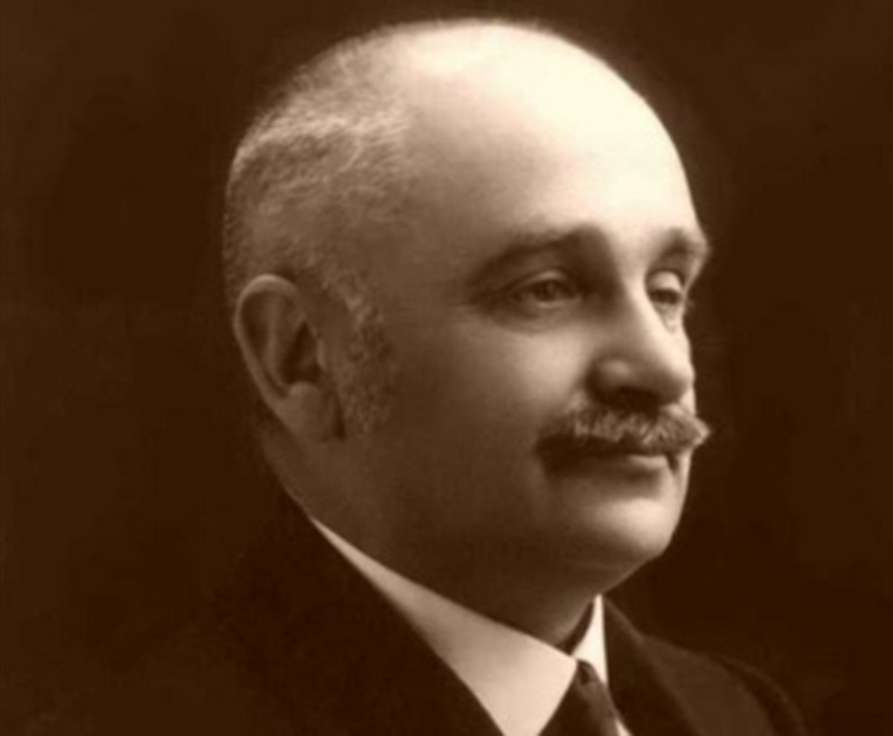
Viliam Figuš-Bystrý.

Viliam Figuš-Bystrý, född 28 februari 1875, död 11 maj 1937, var en slovakisk tonsättare.
Figuš-Bystrý var organist och musiklärare i Banská Bystrica, och har samlat och harmoniserat en mängd slovakiska folkvisor (1:a häftet utkom 1906) samt komponerat sånger, körverk, kammarmusik, orkestersviter, kantanten Slovenská pieseň och operan Detvan (1928).